# Шатайло Єгор Андрійович
Єгор Андрійович Шатайло (нар. 1994, Вінниця, Україна) — український стендап-комік, радіоведучий, сценарист. Ведучий комедійного шоу «Гомін Аут» на радіо «Промінь», сценарист програми «#@)₴?$0».

## Життєпис
Єгор Шатайло народився у Вінниці. У віці 12 років разом з батьками переїхав до Києва. Відвідував курси акторської майстерності та театр-студію імпровізації «Чорний квадрат», згодом працював у Київському театрі юного глядача. За освітою — маркетолог.
Почав займатися стендапом 2015 року. Разом з коміками Антоном Тимошенком та Сергієм Ліпком є сценаристом програми «#@)₴?$0». З жовтня 2019 року веде шоу «Гомін Аут» на радіо «Промінь». Є резидентом «Підпільного стендапу».
2020 року Шатайло вирішив виступати виключно українською мовою та відмовитися від будь-яких проявів російської культури:
|  | Ті російськомовні українці, які, наприклад, розуміють, де і який берег, які процеси відбуваються в країні, – вони не образяться, якщо ми будемо говорити українською. Вони нас розумітимуть. Це той українець, яким і я був кілька років тому. Я все розумів, споживав українськомовний контент, але говорив російською. Тому ці російськомовні – це українськомовні українці в майбутньому. А щодо людей, яким принципово не дивитися нічого українськомовного, то навіщо нам така аудиторія? |

### Скандали
Відомості коміку додав інцидент 14 вересня 2020 року, коли на нього здійснили напад кілька десятків невідомих у масках перед виступом на стендап-концерті на Трухановому острові. Шатайла повалили на землю, залили обличчя газом із балончиків і змусили «вибачатися перед традиційною родиною». Причиною став жарт, яким Шатайло анонсував виступ: «Завтра буду валити стендап про збитковість традиційної української сім'ї, яку треба закрити, як Тетчер шахти, і вкладати бабки в інновації». Деякі ЗМІ звинуватили у нападі представників ультраправої організації «Традиція і порядок», яка, проте, заперечила свою причетність до нападу.